# Corynocarpaceae
Corynocarpus là chi duy nhất trong họ Corynocarpaceae. Họ thực vật hạt kín này chỉ chứa 6 loài cây gỗ hay cây bụi có hoa lưỡng tính và quả hạch, mọc tại khu vực từ New Guinea tới New Zealand cũng như các đảo khác ở miền tây Thái Bình Dương.

## Các loài
- Corynocarpus australasicus C. T. White
- Corynocarpus cribbianus (F. M. Bailey) L. S. Sm.
- Corynocarpus dissimilis Hemsl.
- Corynocarpus laevigatus J. R. Forst. & G. Forst.: Karaka
- Corynocarpus rupestris Guymer: Glenugie Karaka
- Corynocarpus similis Hemsl.